# آمنة الصدر
العلوية آمنة الصدر المعروفة باسم بنت الهدى، وتُلقب أيضًا الشهيدة (1937 - 9 أبريل 1980) هي شقيقة المرجع العراقي الشيعي محمد باقر الصدر، وقد أعدمها الرئيس العراقي السابق صدام حسين في عام 1980م مع شقيقها.

## نشأتها
ولدت آمنة بنت حيدر بن إسماعيل بن صدر الدين بن محمّد بن صالح الموسوي العاملي ، والذي ينتهي نسب والدها إلى إبراهيم الأصغر ابن الإمام موسى الكاظم ، في مدينة الكاظمية ببغداد،  وتحديدا في عام 1357 هـ 1937م، في عائلة علمية متدينة، فوالدها أحد علماء الشيعة في العراق وهو السيد (حيدر الصدر) توفي عنها وعمرها سنتان ووالدتها هي الأخرى من عائلة علمية بارزة، هي ابنة عبد الحسين آل ياسين، وهي أخت المرجع الديني الشيعي محمد رضا آل ياسين، والتزم شقيقاها إسماعيل ومحمد باقر بتربيتها ورعايتها.

## تعليمها
لم تدخل المدارس الرسمية الملكية، فتعلمت في منزل عائلتها بيتها، واهتم بها أخواها - فضلاً عن أمها - حتى علماها مبادئ القراءة والكتابة والحساب حتى أطلعاها ودرساها المناهج الرسمية، مضافاً لما أولياها من تعليم الدروس العلمية: النحو والمنطق والفقه والأصول وباقي المعارف الإسلامية، حسب مقتضيات التدرج والتبسيط، لما أحسا فيها الاستعداد للاستيعاب الذكي.
وينقل عن والدة آمنة، أنها كانت تهتم بالقراءة والتركيز فيها، ومنذ صغرها كانت تميل إلى الانفراد وبغرفة خاصة طلباً للهدوء، ليست هي انعزالية - بل كانت اجتماعية الطبع - لكنها لا ترى أن اجتماعيتها تفرض عليها أن تهدر الوقت وتبدد الزمن في حلقات أحاديث مفرغة، أنها تميل إلى الانفراد للتأمل بهدوء، وتنعزل دانما انطواء، بل لتوفر على نفسها وشخصيتها التي تعدها تهيؤاً للعطاء والبذل الغالي والرخيص في سبيل الله .
وحينما قرر شقيقاها الرحيل إلى النجف لإكمال دراستهما، رحلت آمنة الصدر معهما وكان عمرها آنذاك أحد عشر عاماً، وهناك في النجف أخذت تدرس الكتب والدروس الخاصة باللغة وعلومها والفقه وأصوله والحديث وعلومه، كما درست الأخلاق وعلوم القرآن والتفسير والسيرة النبوية.
هذا إضافة إلى تلقيها العلوم الدينية، فاتسعت معالم إطلاعها ومعرفتها بكثير من الأمور، ومن ذكرياتها كما ترويها لأحد مريداتها إذ تقول: «حينما كنت صغيرة كانت حالتنا المادية ضعيفة جداً، ولكن كانت لدي يومية مخصصة قدرها (عشرة فلوس) كنت أجمع هذا المبلغ اليومي البسيط، ثم أذهب إلى السوق لشراء كتاب إسلامي، وكانت لي صديقة تفعل كفعلي في جمع المبلغ اليومي لها، ولكنها تشتري كتاباً آخر، كي تقرأ كل واحدة منا كتاب صديقتها» ، فكانت في مستوى جيد حيث أهلتها الدراسة إلى الانتقال لمرحلة جديدة، وهي دراسة المجتمع وتشخيص أمراض المرأة المسلمة في العراق والعالم الإسلامي، بنت الهدى تفكر وتنظر وتكتب في كيفية الوصول بالمجتمع والأمة إلى أعلى مراقي السمو الإنساني من خلال الرسالة الإلهية العظيمة، كانت تعيش الهم الرسالي في تفكيرها اهتمامها وللكاتبة بنت الهدى آثار علمية أتحفت بها المكتبة الإسلامية والتي امتازت بالعمق والأصالة والدعوة إلى الإسلام عن طريق هذه الآثار. كرّست الشهيدة بنت الهدى ذوقها الأدبي في خدمة الدين، فجسّدت في قصصها، المفاهيم الإسلامية بشكل أحداث وقضايا من واقع الحياة.

## مؤلفاتها
1. كتاب (كلمة ودعوة)، وهو أول كتاب صدر للشهيدة في أوائل الستينات.
2. كتاب الفضيلة تنتصر، وهي قصة إسلامية طويلة تبين فيها انتصار الفضيلة والتقوى على الرذيلة والفاحشة، وصدرت من خلال سلسلة (من هدي الإسلام)، في النجف.
3. المرأة مع النبي وقد صدر لها ضمن سلسلة (من هدي الإسلام) أيضاُ.
4. إمرأتان ورجل وهي قصة إسلامية تحمل معاني كبيرة في التربية والتوجيه. طرحت فيها شبهات واشكالات، ترد على عقيدتنا ثم ردّتها بقوة الدليل وقطعية البرهان وبصياغة أدبية رائعة عن طريق المراسلة بين سائل حائر ومجيب واع.
5. صراع من واقع الحياة مجموعة قصصية بينت من خلالها عدة مفاهيم إسلامية وأعطت حلولا لمشاكل نفسية واجتماعية.
6. الباحثة عن الحقيقة قصة طويلة كتبت عام 1979 طرحت فيها مسألة جوهرية في الدين، فهو ليس مجرد رموز ونعوت تملى من قبل الأهل، ولا هو مجرد النطق، بالشهادة، وإنما هو عقيدة ونظام.
7. ذكريات على تلال مكة كتبتها بعد ذهابها إلى الحج سنة 1973 وكانت بصحبة ست نساء، تروي فيها كيفية أداء مناسك الحج (1) وتعقبها رواية رحلة الحج بقصيدة شعرية طويلة.
8. الخالة الضائعة، مجموعة قصصية، كتبتها عام 1974 تبين عدة مفاهيم لتنظيم الحياة الأسرية والاجتماعية.
9. لقاء في المستشفى، قصة فيها دحض لفلسفات مادية بطريقة سلسة مفهومة، على شكل حوار يشد القارئ لأنه يترقب العلاج لأحداث عائلية واجتماعية من صميم الحياة اليومية.
10. ليتني كنت أعلم، مجموعة من القصص الهادفة في تربية النفس وعلاج بعض الأمراض الروحية.

صدرت لها دراسات كثيرة أخرى، وهي مع ذلك شاعرة إسلامية هادفة لها شعر كثير منشور في بعض المجلات.

## وفاتها
حسب الرواية الشائعة، فإنهُ في يوم 19 جمادى الأولى سنة 1400 هـ. تم اعتقال آمنة الصدر مع أخيها محمد باقر الصدر وتعرضت أثناءها إلى أبشع وسائل التعذيب وبعد ثلاثة أو أربعة أيام تم إعدامها. دُفنت مع أخيها في مقبرة وادي السلام في النجف.